# Aeroporto di Londra-Luton
L'aeroporto di Londra-Luton (IATA: LTN, ICAO: EGGW), in inglese London Luton Airport, è un aeroporto internazionale situato nella città di Luton a circa 55 km a nord dal centro di Londra.

## Descrizione
È il quarto aeroporto più grande che serve Londra, dopo Heathrow, Gatwick e Stansted.
Nel 2005, il numero totale di passeggeri dell'aeroporto è aumentato a 9,1 milioni di passeggeri, facendo di Luton il settimo aeroporto del Regno Unito più trafficato e uno degli aeroporti più in crescita. Nel 2014 i passeggeri totali erano 10,48 milioni. Nel 2022, dopo la crisi del 2020-21 conseguente alla Pandemia di Covid-19 nel Regno Unito, Luton ha avuto 13,3 milioni di passeggeri ed è stato il quinto aeroporto più trafficato del Regno Unito.
L'aeroporto è un hub per le compagnie easyJet, Thomson Airways e Ryanair.

## Flusso passeggeri
Di seguito viene riportata una tabella che riassume il flusso passeggeri dell'aeroscalo:
|      | Numero di passeggeri | +/-    | Numero di spostamenti | Cargo (tonnellate) |
| ---- | -------------------- | ------ | --------------------- | ------------------ |
| 2014 | 10.484.938           | –      | 79.757                | 27.414             |
| 2015 | 12.263.505           | 16,9%  | 92.005                | 28.008             |
| 2016 | 14.645.619           | 19,4%  | 106.336               | 25.426             |
| 2017 | 15.990.276           | 9,1%   | 107.270               | 21.027             |
| 2018 | 16.769.634           | 4,8%   | 105.723               | 26.193             |
| 2019 | 18.216.207           | 8,6%   | 112.209               | 35.761             |
| 2020 | 5.550.821            | 70,0%  | 46.099                | 31.155             |
| 2021 | 4.674.800            | 15,8%  | 40.693                | 25.545             |
| 2022 | 13.324.491           | 185,0% | 86.592                | 31.049             |
| 2023 | 16.403.784           | 23,1%  | 99.323                | 25.171             |

## Galleria d'immagini

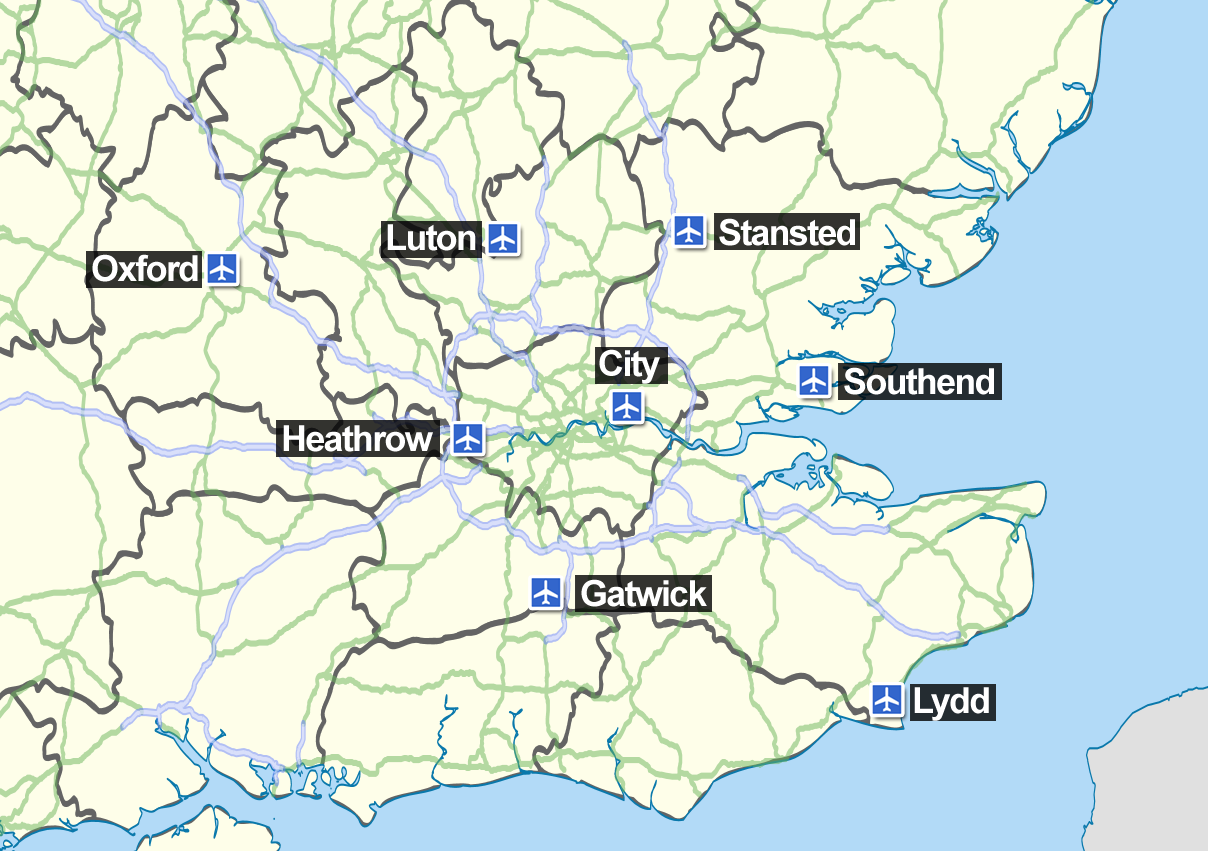
La posizione di Luton rispetto agli altri aeroporti londinesi
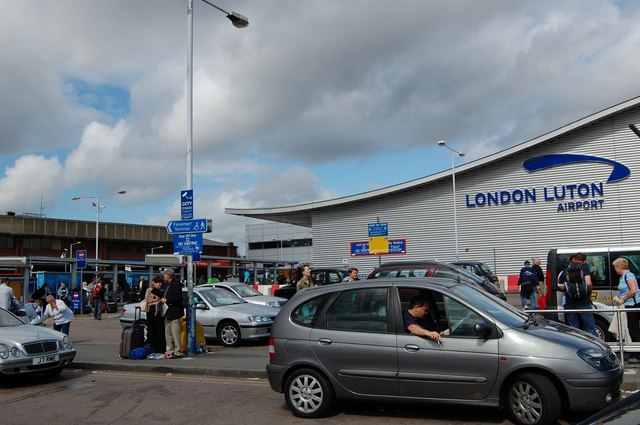
Il terminal dell'aeroporto
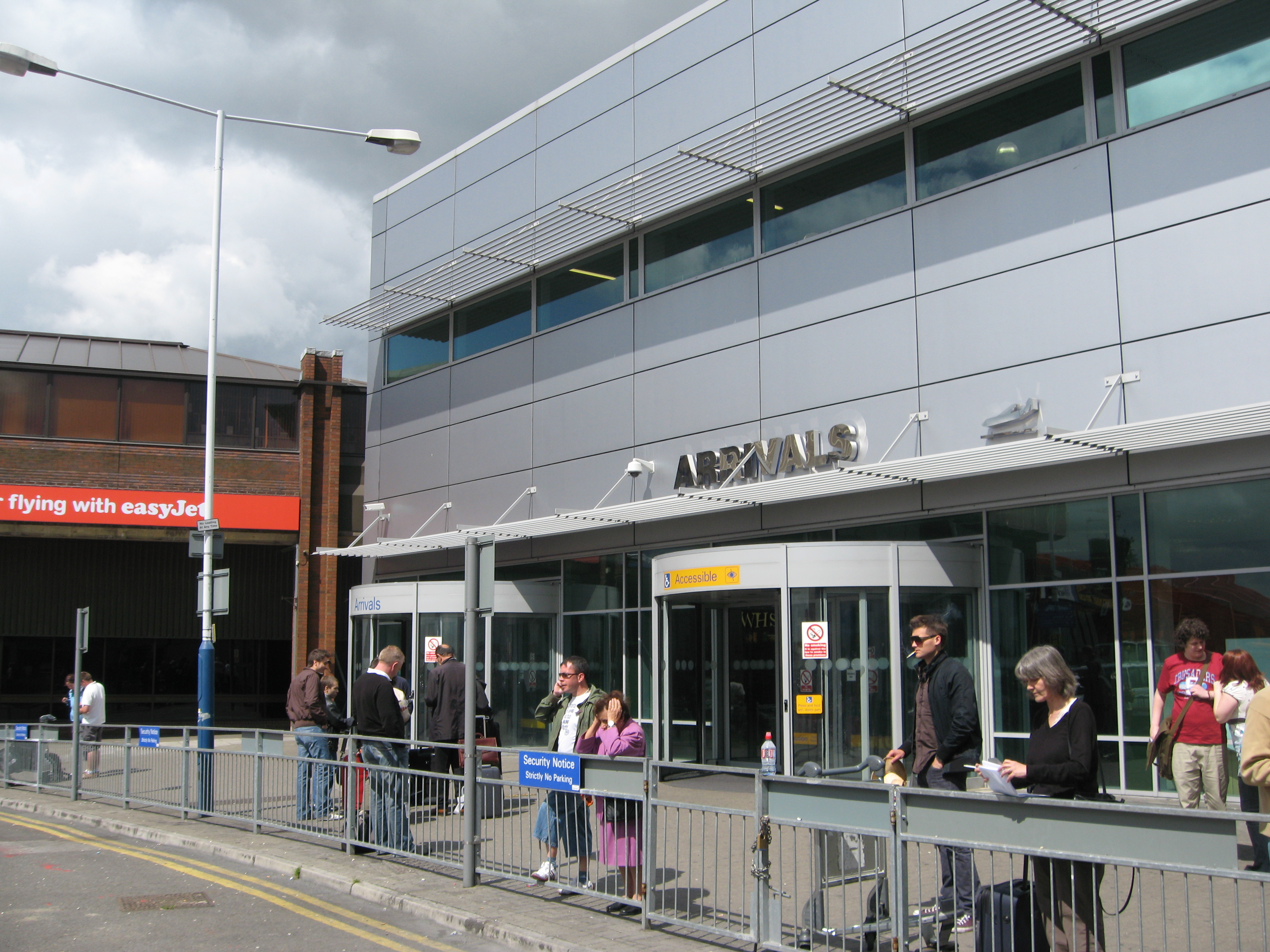
L'ingresso degli Arrivi
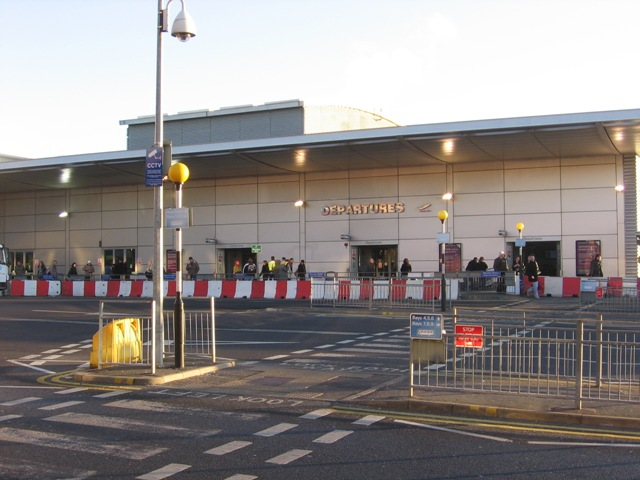
L'ingresso delle Partenze
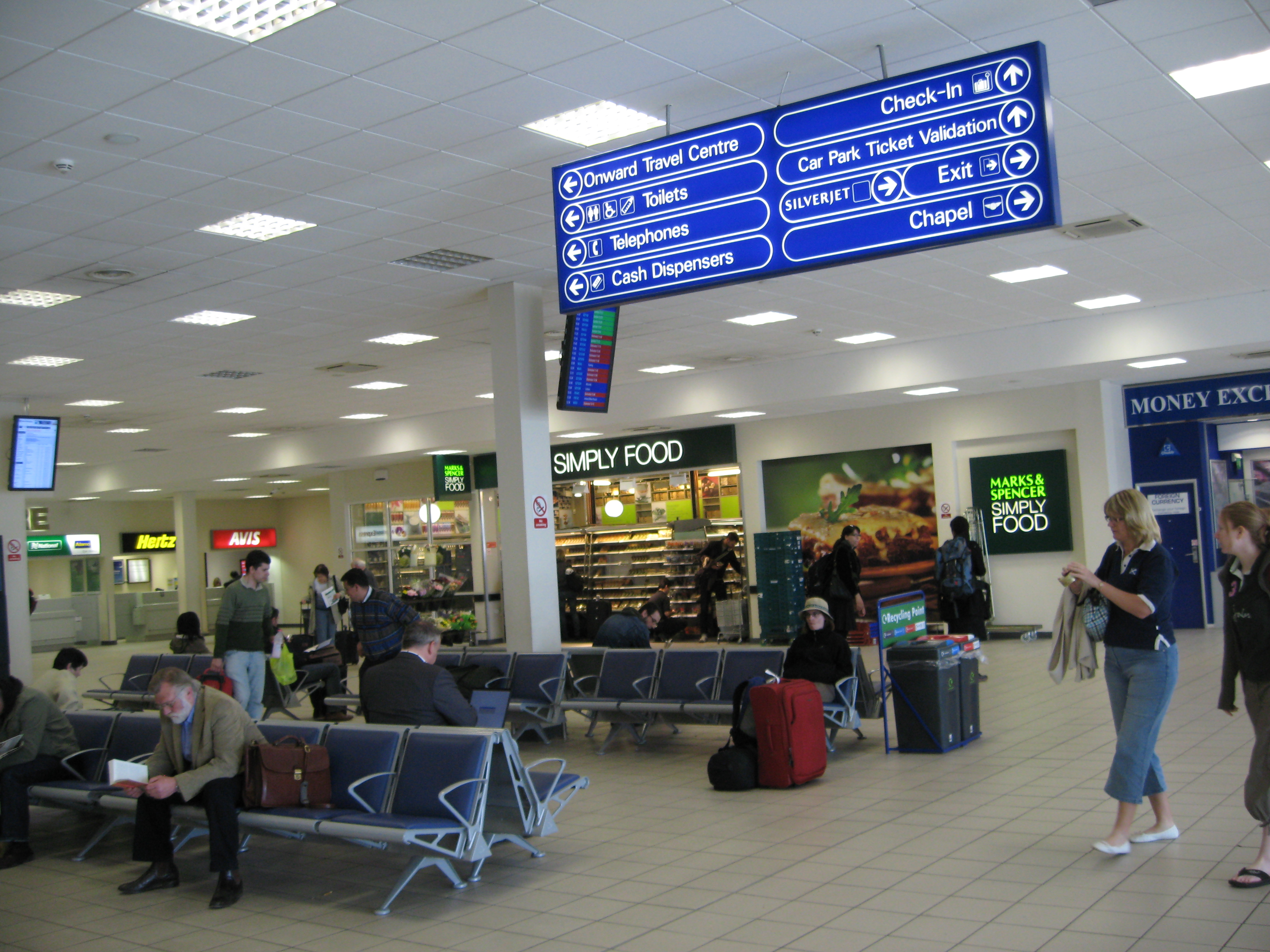
L'interno dell'area Partenze
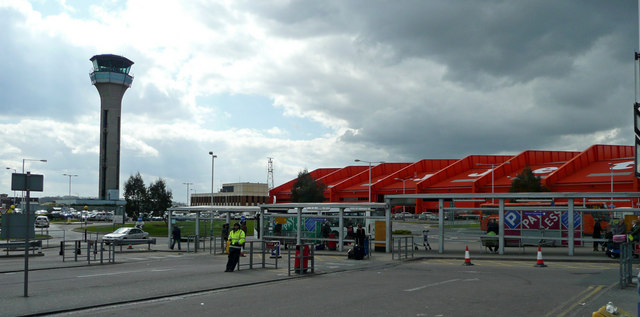
La torre di controllo e la sede di easyJet